# Fjärdhundra SK
Fjärdhundra SK är en idrottsklubb i Fjärdhundra i Enköpings kommun, bildad 1986 vid sammanslagning av klubbarna Simtuna SK, Torstuna SK och ungdomsverksamheten från Härnevi BK. Klubben bedriver verksamhet på herr- och damsidan inom fotboll, handboll, innebandy och skidor.

## Handboll
Klubben bedriver verksamhet på senior- och juniornivå. Herrlaget spelar säsongen 2017/2018 i Division 3 Östsvenska norra.